# 807년

## 연호
- 당(唐) 원화(元和) 2년
- 일본(日本) 다이도(大同) 2년

## 기년
- 당(唐) 헌종(憲宗) 2년
- 신라(新羅) 애장왕(哀莊王) 8년
- 발해(渤海) 강왕(康王) 14년